# Eupithecia capitata
Eupithecia capitata är en fjärilsart som beskrevs av Dyar 1918. Eupithecia capitata ingår i släktet Eupithecia och familjen mätare. Inga underarter finns listade i Catalogue of Life.